# 안 알바로
안 알바로(Anne Alvaro, 1951년 10월 29일 ~ )는 프랑스의 배우이다.

## 영화
- 베레니스 (1983, Bérénice)
- 해적들의 도시 (1983, La Ville des pirates)
- 당통 (1983)
- 타인의 취향 (2000)
- 프레드 아스테어의 친구 (2007, Faut que ça danse !)
- 잠수종과 나비 (2007)
- 신의 사무실 (2008, Les Bureaux de Dieu)
- Le bruit des glaçons (2010)
- 까밀 리와인드 (2012)
- 미스터 모건스 라스트 러브 (2013)
- 이브 생로랑 (2014)
- 싸워야 하는, 지켜야 하는 (2023, Une zone à défendre)